# PyGTK
PyGTK est un module Python permettant la création d'interfaces graphiques utilisant la bibliothèque GTK 2. À partir de GTK 3, PyGObject remplace PyGTK dans ce rôle.

## Syntaxe
Le code Python ci-dessous produira une fenêtre de 200x200 pixels avec les mots Hello World à l'intérieur.
```
import
 
gtk

def
 
create_window
():

    
window
 
=
 
gtk
.
Window
()

    
window
.
set_default_size
(
200
,
 
200
)

    
window
.
connect
(
"destroy"
,
 
gtk
.
main_quit
)

    
label
 
=
 
gtk
.
Label
(
"Hello World"
)

    
window
.
add
(
label
)

    
label
.
show
()

    
window
.
show
()

create_window
()

gtk
.
main
()

```

## Logiciels qui ont utilisé PyGTK
- BitTorrent
- GIMP
- GNOME Sudoku
- Gwibber
- Jokosher
- Logithèque Ubuntu
- Puddletag
- PyMusique
- Tryton
- ROX Desktop
- Ubiquity
- Wing IDE